# ديف وارد
ديف وارد (بالإنجليزية: Dave Ward)‏ هو صحفي ومذيع أخبار أمريكي، ولد في 6 مايو 1939 في دالاس في الولايات المتحدة.